# Vlad-Dan Perianu
Vlad-Dan Perianu (n. 16 august 1968, București) este un sculptor român și profesor la Liceul de Arte Plastice „Nicolae Tonitza” din București.
Sculptează în general lucrări cu caracter religios, într-un stil bizantin-arhaic. Un exemplu ar fi lucrarea „Înger bâtrân” expusă la Muzeul Civilizației Populare Tradiționale „ASTRA” din Sibiu, cu ocazia „Taberei europene de sculptură monumentală, în lemn de stejar, EURO – SCULPT 2007”.

## Biografie

Poarta lumii

Artistul este căsătorit cu pictorița Corina Preda Perianu.
În anul 1995 a absolvit Academia de Arte Plastice „Nicolae Grigorescu” din București, secția sculptură, clasa profesorului Paul Vasilescu. Din anul 1999 este profesor la Liceul de Arte Plastice „Nicolae Tonitza”. Din anul 2019 devine doctorand la UNARTE. 
Este membru al Uniunii Artiștilor Plastici din România.

### Carieră
Din 1999 este profesor la Liceul de Arte Plastice „Nicolae Tonitza”. În martie 2012, participă împreună cu colegii săi de la Liceul de Arte Plastice „Nicolae Tonitza” la o expoziție comună cu colegii de la Colegiul de Arte „Regina Maria” din Constanța, unde a expus, printre alții, și Geta Gheorghiță-Caragiu, fiica regretatului actor Toma Caragiu.
La 16 martie 2013, a fost invitat să expună la Muzeul Bogdan Petriceicu Hașdeu din Câmpina cu ocazia evenimentului cultural-artistic B.P. HAȘDEU – IN MEMORIAM – 175 de ani de la nașterea savantului.

## Expoziții
În decursul carierei sale artistice, Vlad-Dan Perianu a participat și a organizat diverse expoziții ale lucrărilor sale:

### Expoziții personale
- Institutul Slovac București -20 ianuarie 1998
- Galeria Orizont București - 10 martie 1998
- Galeria Orizont - 2000
- Galeria Open Studio București - mai 2014
- Galeria din Grajd, Centrul Cultural Arcuș - august 2014
- Galeria Teatrului Constantin Tănase, Calea Victoriei nr. 33 - septembrie 2014
- Galeria de Artă din Cristian - Brașov - 2016
- Galeria Căminul Artei-C.A.V. - București 2022

### Expoziții internaționale
- 2001 - München - zilele culturale ale României
- 2004 - Italia, Ravena „Dantesca”
- 2013 - Kronach, Germania

### Expoziții naționale de grup
- 1992 - Galeria Orizont București
- 1992 - Galeria Academiei - București
- 1993 - Salonul Național de Artă
- 1995 - Expoziția internațională, Iași
- 1995 - Galeria Orizont, București
- 1996 - Salonul Național de Artă
- 1996 - Galeria Orizont, București
- 1996 - Salonul Municipal
- 1997 - Galeria Orizont București- Salonul de sculptura mică
- 1997 - Galeria Simeza - desenele sculptorilor
- 1997 - Galeria Studio București
- 1998 - Salonul Național de Artă
- 1999 - Târgoviște - Eclipsa
- 1999 - Târgoviște - Instalație
- 1999 - Galeria Eforie „Ciubuc”
- 1999 - Artă și premoniție - Salonul de Artă
- 2003 - Galeria Orizont București, Salonul de sculptură mică

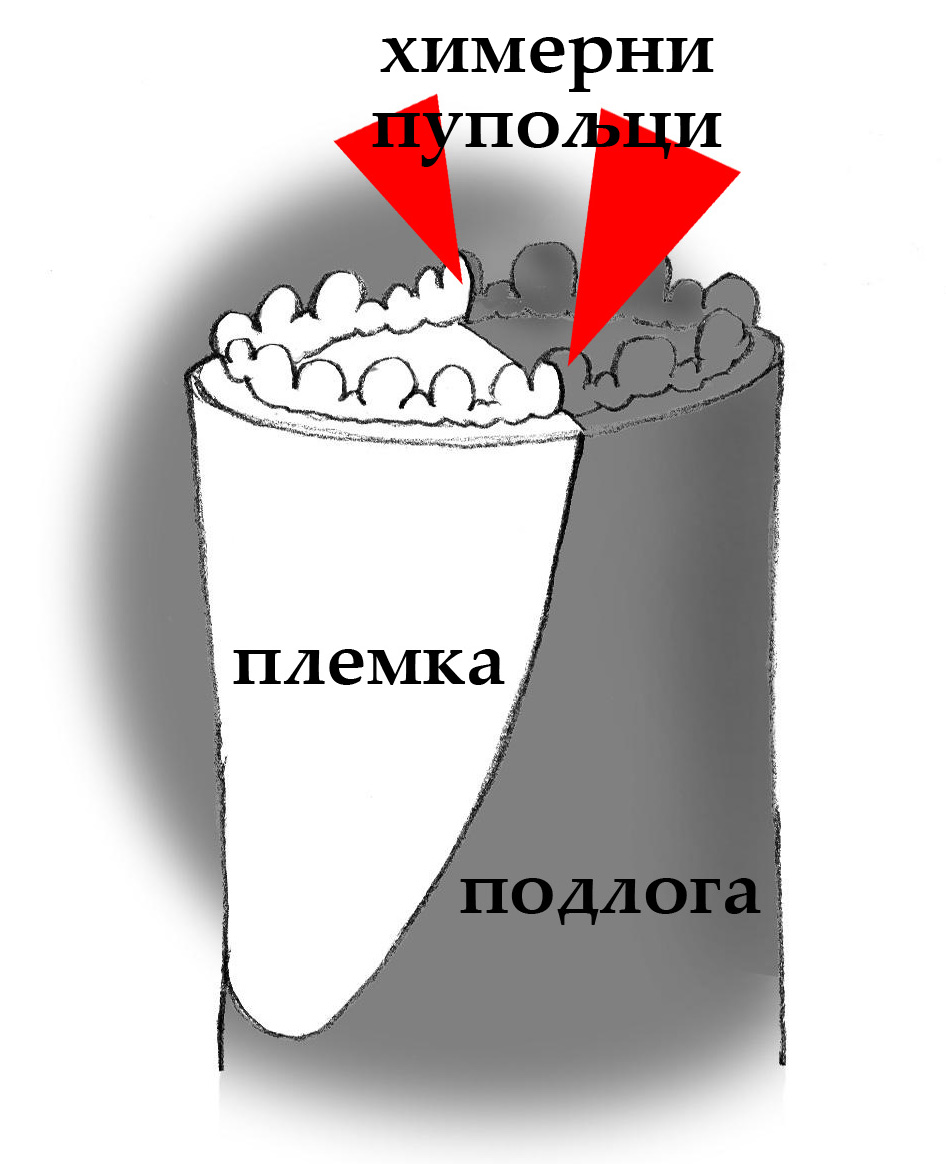
Himeră

- 2005 - Galeria Orizont București, Salonul de sculptură  mică
- 2001 - München - zilele culturale ale României
- 2006 - Salonul Național
- 2008 - Galeria căminul artei „Desene de sculptor”
- 2008 - Galeria căminul artei „Secțiuni”
- 2008 - Salonul de sculptură mică
- 2008 - Salonul municipal
- 2009 - Galeria orizont Ipostaze medievale
- 2009, 11-28 aprilie - Galeria Căminul Artei- Salonul de primăvară- „Cuboidul”
- 2009, septembrie - Curtea Veche „Ipostaze Medievale”
- 2009, noiembrie - Sala Parlamentului - Expoziția liceului N. Tonitza
- 2010, aprilie - Galeria Orizont - „Sacrul în Artă”
- 2010 - Blaj, Muzeul de Arta Contemporana
- 2010 - Plopeni
- 2011 - Galeria Simeza -„Desene de sculptor”
- 2011 - Galeria Simeza - „Salonul de gravură și sculptură”
- 2011 - Blaj (Muzeul de Artă Contemporană)
- 2011 - Căminul Artei - „Salonul Arte ÎN București”
- 2011 - Palatul Șuțu - „Salonul de iarnă”
- 2012 - Muzeul de Artă din Constanța - Expoziție de grup
- 2012 - Galeria de pe Chei Veșmânt de Lumină
- 2012 - Palatul Șuțu - „Salonul de iarnă”
- 2013 - Sibiu - „Dumbrava  Sibiului”
- 2013 - Expoziție de grup la Câmpina „Fascinația ochiului treaz”
- 2013 - A 4-a Ediție a „Salonului Național de Artă” - Sala Brâncuși
- 2013 - Salonul de gravură și sculptură - „Galeria Simeza”
- 2013 - Expoziție de grup - „Sala Teatrul Scena”
- 2013 - Salonul de sculptură mică - Galeria Simeza
- 2013 - Expoziția profesorilor Liceului „N. Tonitza” - Sala C. Tănase
- 2013 - 2014 - Salonul de iarnă „Palatul Șuțu”
- 2014 - Biblioteca Națională a României-„Anuală de artă religioasă și restaurare 2014”
- 2014 - A 5-a Ediție a „Salonului Național de Artă” - Sala Brâncuși
- 2014 - Salonul de gravură și sculptură - „Galeria Simeza”
- 2015 - „Salonul de iarnă” - „Galeria Orizont”
- 2015 - „Ferestre" - Elite Art Gallery
- 2015 - „Salonul de iarnă” - „Galeria Orizont”
- 2015 - „Salonul de sculptura mica și desen” - „Galeria Simeza”
- 2016 - Biblioteca Națională a României, expoziție de grup
- 2016 - A 7-a Ediție a „Salonului Național de Artă” - Sala Brâncuși
- 2018 – Sala Parlamentului
- 2018 – Petroșani
- 2018 – Bibloteca Națională București
- 2018 – Salonul de Grafică Simeza
- 2018 – „Femininity„– Centrul Cultural pentru U.N.E.S.C.O. Nicolae Bălcescu
- 2018 – Salonul Național
- 2022-  Anuala de artă religioasă, Salonul Național

### Simpozioane
- 1994 - Jina
- 1995 - Iași
- 2003 - Pucioasa
- 2007 - Sibiu-Eurosculpt
- 2009 - Blaj
- 2010 - Blaj, Plopeni
- 2011 - Bărăgan, Blaj
- 2012 - Blaj, Arcuș
- 2013 - Blaj, Arcuș, Petroșani, Kronach (Germania)
- 2014 - Blaj și Arcuș
- 2015 - Craiova, "Drumuri Brancusiene"
- 2016 - Blaj, Arcuș și Peștișani
- 2017 – Blaj, Arcuș și Ocna Sugatag
- 2018 – Austria-Mallnitz, Blaj, Ocna Sugatag
- 2019 - Kronach (Germania)
- 2020 - Ocna Șugatag

## Premii
- 1998 - nominalizat pentru premiul de tineret al U.A.P.
- 2010 – distincție pentru donația oferită Muzeului de Artă Contemporană – Blaj
- 2013 – premiul de onoare pentru participarea la Expoziția Taberelor de creație – arte vizuale – ediția 1, 2013, din cadrul Festivalului Internațional A.R.T.E.
- 2018 – premiul UAPR

## Aprecieri critice
„Materia sculptată cu suflet și pricepere este lemnul în esențe și culori naturale diferite. Unele lucrări au primit intuitiv și accente valorice de alburi colorate, ce se armonizează splendid cu dăltuirea în scobituri și plinuri cu răsuciri ovale ca împletiturile străbunilor cioplitori ai satelor noastre. Robustețea exprimării este admirabil îmblânzită de unele detalii care ne atrag atenția privind lucrarea în totalitatea ei. Subiectele transmit ecouri impresionante în unde spirituale fie de tradiție etnografică, fie intelectuală. Obiectul sculptat este foarte bine definit în spațiul artei. Este ca o poezie concentrată cu sentimente, gânduri și idealuri, ce se desfășoară într-un timp scurt.

La Vlad-Dan Perianu vocabularul exprimării sculpturale conține esențe de comunicare sigură în timp cu privitorul. Aceasta constituind una dintre cele mai importante calități artistice.”
Vasile Grigore”
„Obiectele lui Perianu exprima, pe lângă aceasta, marea dragoste a artistului pentru combinațiile de material, intre care lemnul joacă mereu rolul dominant.”—Maria Lie-Steiner
„Cumpănim des. îndrăzneala colării materialelor în balans cu incongruența lor, genuinul idolilor cu barbaria formală, asamblajul în balans cu aleatoriul compozițional.”—Aurelia Mocanu
„Mult mai modern ca formă de exprimare artistică, Vlad Dan Perianu aprofundează, într-o manieră abstractă, teme perene, biblice, cărora le caută o nouă reprezentare, o nouă esență. Poarta raiului, seria îngerilor sau a rugătorilor, portretul de martir cioplit în lemn, te transpun într-o lume feerică, a supranaturalului creștin.
	Adeseori aplică straturi de culoare pe lemnul sculptat, dând obiectelor sale o plasticitate intensificată prin valoare cromatică. Obiectele lui Vlad Dan Perianu te duc cu gândul și la vechi forme de sculptură antică, cunoscut fiind faptul că, de exemplu, statuile grecești, din perioada arhaică dar și din perioada clasică, erau pictate.”
—Elena Olariu(2014)
„Încadrabil între sculptorii contemporani ce aparțin curentului numit „neobizantinism”, Dan Vlad Perianu își concentrează întreaga creativitate asupra unor reprezentări de sorginte religioasă. Abordările sale plastice resimt din plin atașamentul față de lemnul policrom, cioplit mai frust sau mai eleborat, apelând la detaliile cu mare impact vizual. Personaje și scene din Vechiul și Noul Testament sunt permanente surse de inspirație pentru artist. Serii de „Îngeri”, „Porți”, „Trâmbițe”, cărora li se adaugă portrete stilizate de sfinți și martiri, alcătuiesc un univers spiritualizat, concentrat asupra lumii nevăzute. Vlad Dan Perianu se abate de la tematica religioasă doar când abordează ca subiect „Himerele”, dar și acestea trimit spre un tip de cugetare dezinteresată de materialitatea efemeră a existenței terestre.”
—Luiza Barcan (2014)